# Prohibición de baile
La prohibición de baile es la prohibición de bailar públicamente y organizar eventos deportivos en determinados días o épocas del año. El origen de la prohibición es de naturaleza moral. Las prohibiciones de baile existen en varias religiones y también pueden imponerse por motivos laicos.

## Antecedentes históricos
Muchas culturas han prohibido bailar en determinados días o periodos de tiempo por motivos morales o tradicionales. En esos periodos el júbilo asociado con el baile se consideraba inapropiado, en la cultura cristiana en el tempus clausum (los periodos penitenciales de Adviento y Cuaresma).
Ni los bailes ni las celebraciones ostentosas no estaban permitidos durante el tempus clausum. Como consecuencia del puritanismo y el pietismo, la prohibición se extendió hasta el Domingo de Resurrección, que debía mantenerse libre de diversiones mundanas. Otras ocasiones son el Día de Todos los Santos y el Día de los Difuntos, el Domingo de Difuntos en Alemania y Suiza y el Día de Luto Nacional en Alemania.

En los bailes folclóricos de Franconia y los Alpes todavía se mantiene la tradición de prohibir el baile durante el tempus clausum. Antes del comienzo de estos periodos se celebran regularmente grandes festivales de baile, como el baile de Santa Catalina o el Carnaval.

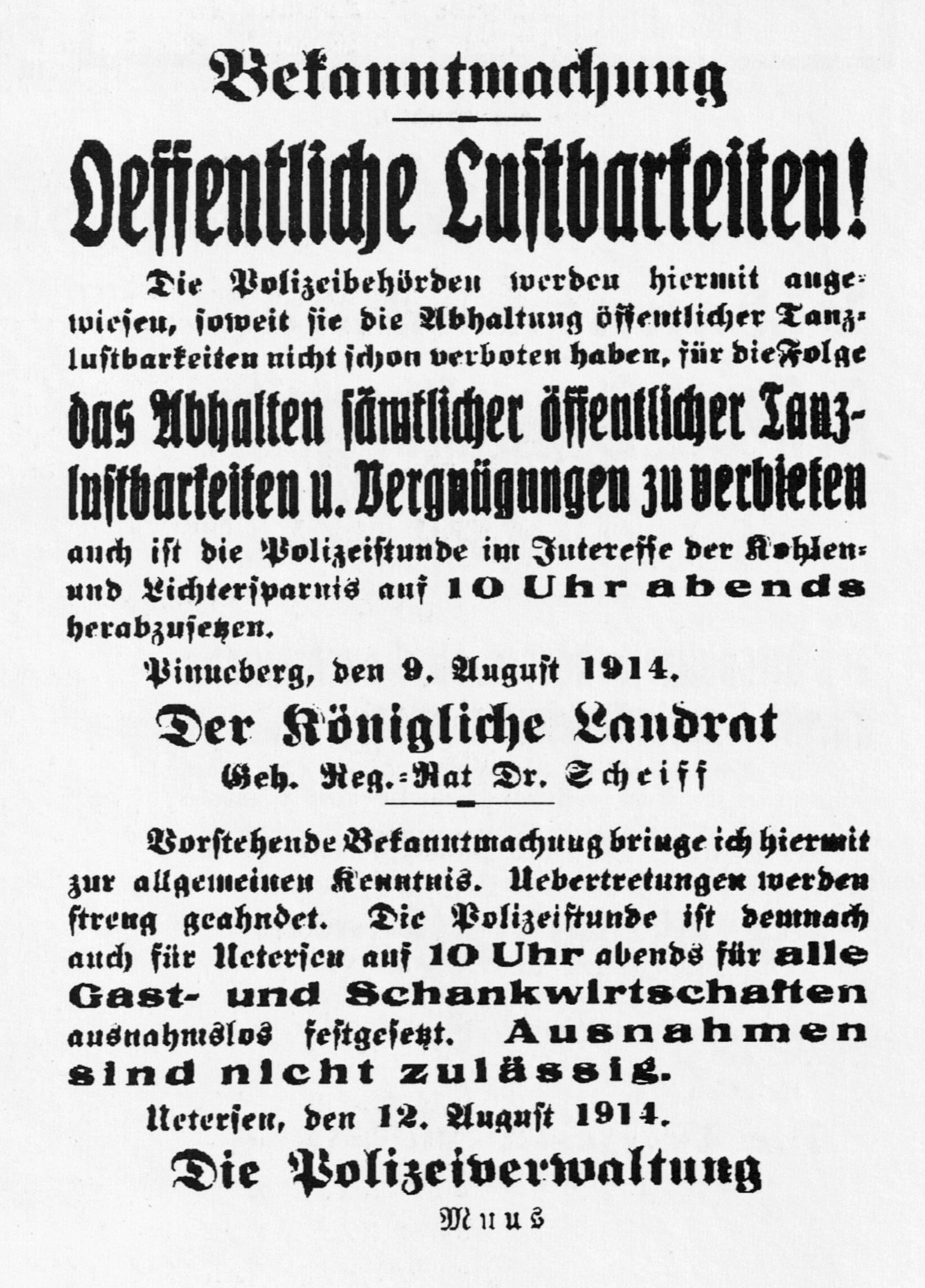
Aviso publicado en un periódico local del norte de Alemania sobre la prohibición de bailar dictada en 1914 con motivo de la guerra.

En Alemania se impusieron ocasionalmente prohibiciones generales de baile, por ejemplo, durante la Primera Guerra Mundial, que se levantaron en Nochevieja de 1918. En septiembre de 1939, al inicio de la Segunda Guerra Mundial, el gobierno nacionalsocialista prohibió los bailes públicos en consonancia con la "gravedad de la situación". Tanto la invasión de Polonia en 1939 como la campaña occidental de 1940 terminaron rápidamente con una victoria y con relativamente pocas pérdidas. Después, a través de la propaganda nacionalsocialista, se extendió un ambiente de victoria por el Reich alemán. La prohibición de baile no se aplicó en todo momento y en ocasiones se levantó por completo, ya que el baile para los soldados se consideraba "importante para la fuerza de combate".
La prohibición general de baile, renovada por el decreto de Heinrich Himmler el 6 de abril de 1941, no se cumplió de manera uniforme. El 10 de junio de 1941 se empezó a sosegar: a partir de entonces, se permitió bailar tres días a la semana. Este sosiego fue visto por la población como un indicio de una inminente campaña rusa, que se había rumoreado en muchos lugares. La invasión de la Unión Soviética comenzó el 22 de junio de 1941, y el baile quedó estrictamente prohibido a partir de febrero de 1943, tras la batalla perdida de Stalingrado y la rendición del 6º Ejército alemán. El propagandista nazi Walter May-Hermannstadt defendió dicha prohibición el 11 de abril de 1943 en un artículo publicado en semanarios regionales: "La prohibición de baile es una expresión de la solidaridad de la juventud con el frente combatiente".
En algunos casos, las autoridades también prohibieron el baile por juzgarlo inmoral o pernicioso en general. Ciertos bailes, como el vals vienés, el tango o el rock and roll, a veces fueron considerados contrarios al decoro o al ideal de castidad.

## Situación en los países de habla alemana

### Alemania
Actualmente, en Alemania la prohibición de bailar está regulada a nivel regional. Cada estado federado establece los llamados "días tranquilos" (por ejemplo, el Viernes Santo o el Día de Luto Nacional) en los que están prohibidos los eventos de baile públicos.
Por lo general, la prohibición de bailar no solo se aplica a los eventos de baile, sino también a otros actos públicos, como los deportivos, ya que estos también van más allá de la mera restauración. Cabe mencionar algunas normativas especiales: en Baviera, por ejemplo, en Viernes Santo además están prohibidas las actuaciones musicales de cualquier tipo en los locales donde se sirven bebidas. En cambio, en Berlín se celebra cada año una gran competición de baile el Viernes Santo.
Los días afectados por la prohibición de bailar varían de un estado a otro y están regulados por las respectivas leyes de días festivos o normativas adicionales. Además, existe una disposición especial según la cual no puede hacerse ruido que moleste el culto religioso. En Hesse también está prohibido bailar todos los domingos de cuatro de la madrugada a las doce del mediodía.

### Austria
En Austria, el baile solo estuvo prohibido en Tirol hasta 2004 y en Alta Austria hasta 2007. En la mayoría de los estados federados, "los actos que no se ajuste a la naturaleza del día" o que "puedan ofender los sentimientos religiosos de la población" están prohibidos el Viernes Santo por la respectiva ley de actos y, en algunos estados federados, también el 24 de diciembre. No suele ser obligatorio cancelar los actos que se prolongan más allá de medianoche. En Carintia, por lo general, están prohibidos todos los actos. En Estiria y Vorarlberg no hay restricciones, e incluso en Alta Austria ya no existen desde 2008.

### Suiza
La prohibición de baile está regulada a nivel cantonal. Actualmente (2012) existen regulaciones sobre días festivos denominadas "prohibición de baile" en seis cantones: Argovia, Glaris, Uri, Obwalden, Soleura y Appenzell Rodas Interiores. Tras las críticas de los círculos católicos en el cantón de Appenzell Rodas Interiores, a principios de febrero de 2009, el Parlamento del cantón (Grosse Rat) votó a favor de mantener la prohibición de baile durante la Semana Santa. En el cantón de San Galo, los actos públicos de carácter no religioso están prohibidos durante los días festivos, salvo en locales cerrados y con menos de quinientas personas.
En el cantón de Argovia, la ley de hostelería restringe el horario de apertura en cinco solemnidades: Viernes Santo, Semana Santa, Pentecostés, Navidad y el día confederal de Acción de Gracias. Los establecimientos de hostelería deben cerrar a las doce y cuarto de la noche en vez de a las dos de la madrugada como los demás días (o a las cuatro, si disponen de autorización municipal). Sin embargo, desde 1997 ya no existe una prohibición real de bailar en Argovia. El baile y los eventos culturales, de danza y los conciertos están permitidos en todas las fiestas cristianas.
En todos los demás cantones ya no existe la prohibición de bailar. Los últimos cantones en levantar la prohibición de bailar fueron el de Lucerna y el de Basilea-Campiña, que lo hicieron en 2009 y en 2011 respectivamente.

## Conflictos
Desde que en 2008 el Gobierno de la Alta Baviera dio instrucciones para que no se permitieran más excepciones en las fiestas de Halloween, después de la medianoche, a menos que fueran fiestas privadas, hubo conflictos en la hostelería. En 2013 se aplazó la prohibición de baile desde la medianoche hasta las dos de la mañana y esto hizo que las críticas quedaran en gran medida obsoletas.

### Posiciones sobre la prohibición del baile
La Asociación Humanista de Alemania considera que la prohibición de bailar discrimina a las personas de otras creencias y a las aconfesionales, y exige que se modifiquen las leyes sobre días festivos. La Alianza para la Libertad, la Fundación Giordano Bruno y parte de los partidos Alianza 90/Los Verdes, el Partido Pirata de Alemania y los Jóvenes Liberales también se han unido a estas críticas.

El Partido Pirata afirmó que la prohibición de bailar "interfiere en la libertad general de forma inadmisible por motivos religiosos". Sigrid Beer, diputada en Renania del Norte-Westfalia y portavoz de política eclesiástica y secretaria parlamentaria, explica en su página web su posición sobre el Viernes Santo:
Los Verdes defienden la diversidad religiosa y una imagen social de pluralidad y tolerancia. [...] Para mí, como cristiana, el Viernes Santo es y sigue siendo un obstáculo en la sociedad. [...] Por eso, esta sociedad también necesita un día festivo tranquilo como el Viernes Santo, en el que se repliegue sobre sí misma. [...] No está previsto cambiar la ley sobre los días festivos.
En cambio, la Juventud Verde subrayó en 2012 que "no es tarea del Estado prescribir la devoción a todo el mundo" y que las costumbres prescritas legalmente son incompatibles con un Estado laico.
En 2017 la Asociación Alemana de Ciudades y Municipios pidió una flexibilización de las leyes sobre días festivos. Consideraban que se necesitaba una "mayor adaptación a la realidad social".

### Encuestas sobre la prohibición de baile
Según una encuesta realizada en Alemania por YouGov en 2016, el 53% estaba a favor de conservar la prohibición de baile el Viernes Santo y el 38% en contra. En una nueva encuesta de 2017 las cifras prácticamente no variaron. Las personas mayores de sesenta años son las que más a favor están de la prohibición.